# 鍾人傑
鍾人傑（？年—？年），字斗南，雲南省大理府雲南縣白川（今屬彌渡縣）人，乾隆四十二年（1777年）丁酉科舉人，大挑一等分發四川，乾隆五十八年（1793年）任四川鄰水縣知縣。嘉慶元年（1796年）任樂山縣知縣。後曾任廣元縣知縣。因教匪作亂，嘉慶三年（1798年）再任鄰水縣知縣，增築城垣。訓練鄉勇，將教匪多次擊退。並曾策劃將鄰水縣縣衙後的玉屏山圈入城內，但沒有完成。嘉慶五年正月陞補夔州府通判，加恩以同知直隸州陞用。因為丁憂及與上司關係不和，辭官回家隱居。年七十二卒。